# Travis Air Force Base
La base Travis est une importante base aérienne américaine, située en Californie, dans le comté de Solano, à proximité immédiate de la ville Fairfield. La base est surnommée « le portail vers le Pacifique » : en effet, c'est une base logistique, dépendant du Air Mobility Command, où sont basés de nombreux avions de type cargo et ravitailleur, en soutien aux opérations sur l'océan et vers l'Asie.

## Historique

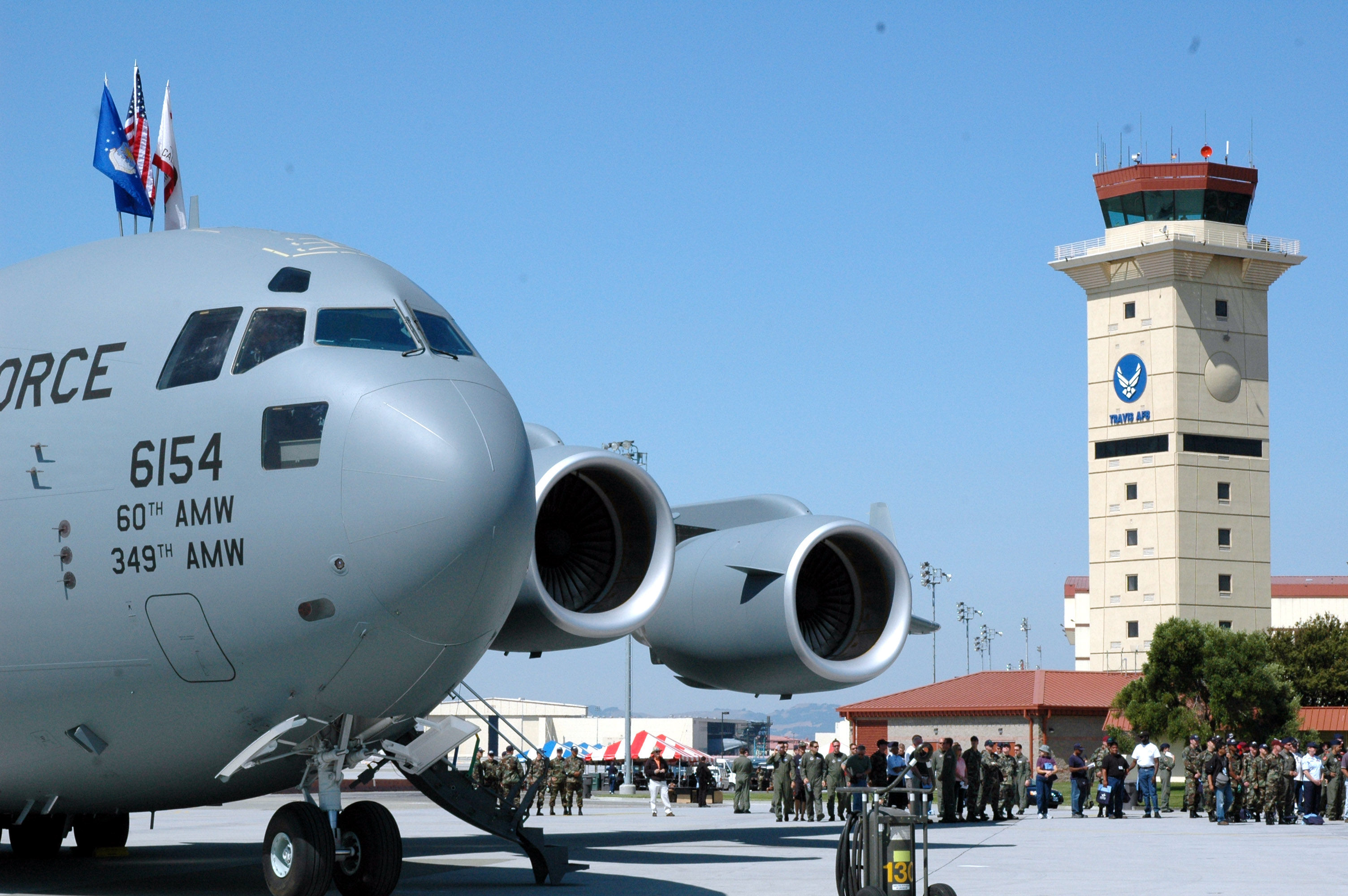
Réception par la base Travis de son premier C-17, le "Spirit of Solano" (premier appareil d'une série de 13 C-17 alloués à la base). Photo 2006.

La base est construite en 1942, dans l'urgence après l'attaque de Pear Harbour, et entre en service en octobre de cette même année. Son nom est alors Fairfield-Suisun Army Air Base. Jusqu'à la fin de la guerre, elle est le point de départ de vols de convoyage vers le théâtre pacifique. 

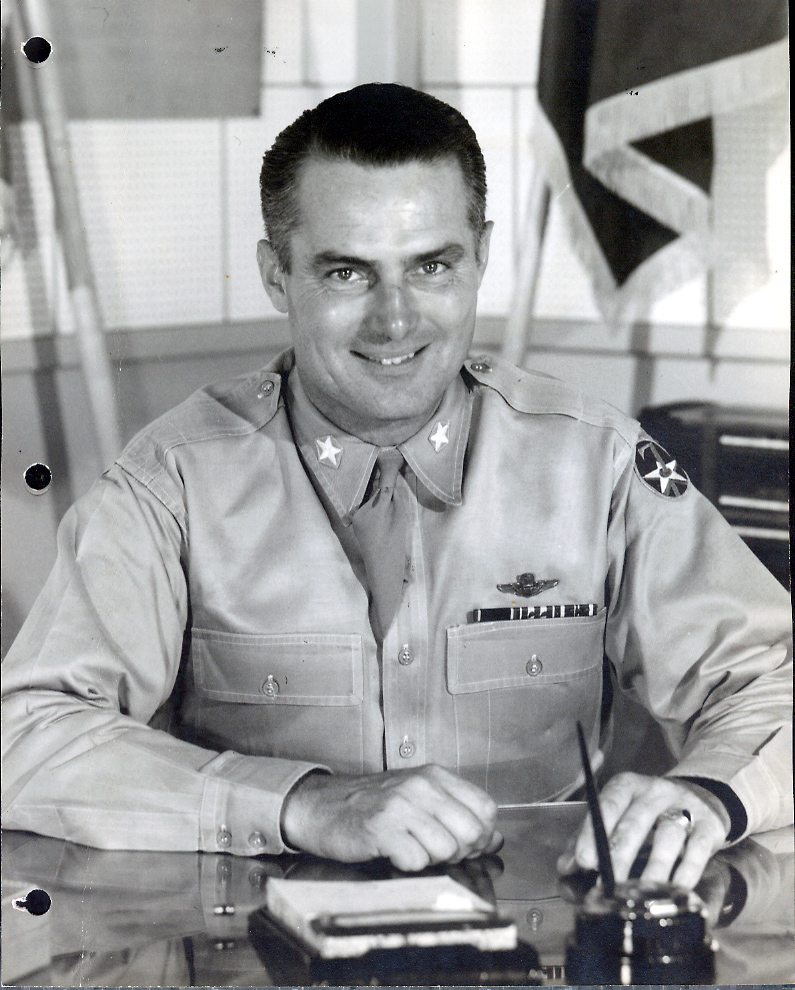
Le brigadier général Robert F. Travis (ca. 1948).

En 1949, elle est intégrée au Strategic Air Command et devient une base de bombardier stratégiques (B-29, B-36 puis B-52), sa vocation logistique passant au second plan. Le nom Travis est donné en 1951, en hommage au général Robert Falligant Travis, mort dans l'accident d'un B-50 en 1950. Les bombardiers du SAC sont réaffectés à Beale Air Force Base en 1958, la base Travis redevient alors essentiellement logistique. 
Pendant la guerre du Vietnam, de nombreux vols vers le Vietnam (convoyage d'avions tactiques, avion-cargo pour la logistique) partent de Travis. A la fin de la guerre, des réfugiés vietnamiens, des orphelins (operation Babylift) et des prisonniers de guerre rappatriés font entrent aussi aux Etats-Unis par cette base.